# Pandemia de COVID-19 en Montana
Los primeros casos de la pandemia de enfermedad por coronavirus en  Montana, estado de los Estados Unidos, inició el 13 de marzo de 2020. Hay 493 casos confirmados, 448 recuperados y 17 fallecidos.

## Cronología

### Marzo
El 11 de marzo, el gobernador de Maryland, Larry Hogan, anunció que un residente de medio tiempo de Montana y de medio tiempo de Maryland dio positivo por COVID-19 en el condado de Anne Arundel, Maryland. La mujer de 70 años es residente a tiempo parcial del condado de Lake, y debido a que esta era su residencia principal, los Centros para el Control y la Prevención de Enfermedades anunciaron que sería considerada el primer caso de Montana. La mujer, sin embargo, no había estado en Montana desde noviembre de 2019 y no entró en contacto con nadie en Montana. Sin embargo, su caso fue tratado como un caso de Montano, aunque de manera no oficial, ya que el Departamento de Salud Pública de Montana no informa el caso en sus totales oficiales.
El 12 de marzo, el gobernador Steve Bullock declaró el estado de emergencia en Montana. Aunque no se confirmaron casos en el estado en ese momento, la declaración de emergencia ayudó a preparar a los gobiernos estatales y locales para el impacto futuro que la enfermedad tendría en el estado.
El 13 de marzo, el gobernador Bullock anunció los primeros cuatro casos de COVID-19 que se encontraban dentro del estado de Montana. Los pacientes incluyeron a un hombre del condado de Gallatin de unos 40 años que viajó internacionalmente, una mujer del condado de Yellowstone de unos 50 años que viajó internacionalmente, un hombre del condado de Silver Bow de unos 50 años que viajó a Washington y un hombre del condado de Broadwater de unos 50 años que también viajó a Washington.
A fines del 14 de marzo, la oficina del gobernador anunció la confirmación de otros dos casos positivos, ambos del condado de Missoula: una mujer de unos 30 años que fue identificada como la Comisionada de Educación Superior de Montana y un hombre de unos 50 años. El comisionado y el hombre del condado de Silver Bow que fue confirmado el 13 de marzo estuvieron presentes en una reunión de la Junta de Regentes en Dillon el 5 de marzo, donde se cree que ambos quedaron expuestos.
A mediados del día 15 de marzo, el gobernador Bullock emitió una orden ejecutiva que cerró todas las escuelas públicas del estado durante dos semanas a partir del 16 de marzo y hasta el 27 de marzo. Además, el gobernador ordenó la suspensión de todas las visitas a hogares de ancianos con la excepción de finalizar situaciones de la vida. El gobernador Bullock también sugirió, pero no prohibió, la reunión de todos los grupos de más de 50 personas. La Biblioteca Lewis and Clark anunció que cerrarían a partir del 17 de marzo hasta nuevo aviso. Todos los atrasos se terminaron y la fecha de vencimiento de todos los libros se extendió al 1 de mayo.
La ciudad de Helena, capital del estado, fue puesta en estado de emergencia durante 10 días por el alcalde Wilmot Collins en la tarde del 16 de marzo. El gobernador Bullock anunció que se habían confirmado dos nuevos casos positivos en Montana: un hombre del condado de Missoula y una mujer del condado de Yellowstone, ambos de 20 años. Este anuncio aumentó el número total de casos a 8.
El obispo católico Austin Vetter de la diócesis de Helena anunció el 17 de marzo que todas las misas públicas y las reuniones relacionadas en la diócesis serían prohibidas hasta nuevo aviso. Durante una conferencia de prensa, el gobernador Bullock anunció un caso adicional en el estado. También anunció que las pequeñas empresas podrían solicitar préstamos para la Administración de Pequeñas Empresas (SBA, por sus siglas en inglés) y que los habitantes de Montana no asegurados cubrirían el costo de sus pruebas de COVID-19.
A fines del 18 de marzo, la oficina del gobernador Bullock anunció dos casos más positivos en Montana, lo que aumentó los casos a 12 en el estado. Los pacientes eran un hombre del condado de Missoula de unos 50 años y un hombre del condado de Gallatin de unos 60 años.
El 20 de marzo, el gobernador Bullock anunció medidas que cerrarían todos los servicios de comida para sentarse y cenar, todos los negocios de bebidas alcohólicas, casinos y otros negocios que atienden a grupos de personas al mismo tiempo. El cierre comenzó a las 8:00 p. m. (hora local) ese mismo día y hasta la medianoche del 28 de marzo.
Para el 21 de marzo, el Departamento de Salud Pública de Montana confirmó 6 casos adicionales, con un total de 27 casos de coronavirus en el estado de Montana. La noche del 21 de marzo se confirmaron tres casos adicionales en el condado de Cascade, con lo que el número total de casos fue de al menos 30.

## Respuesta gubernamental

### Estado de emergencia e inmovilización

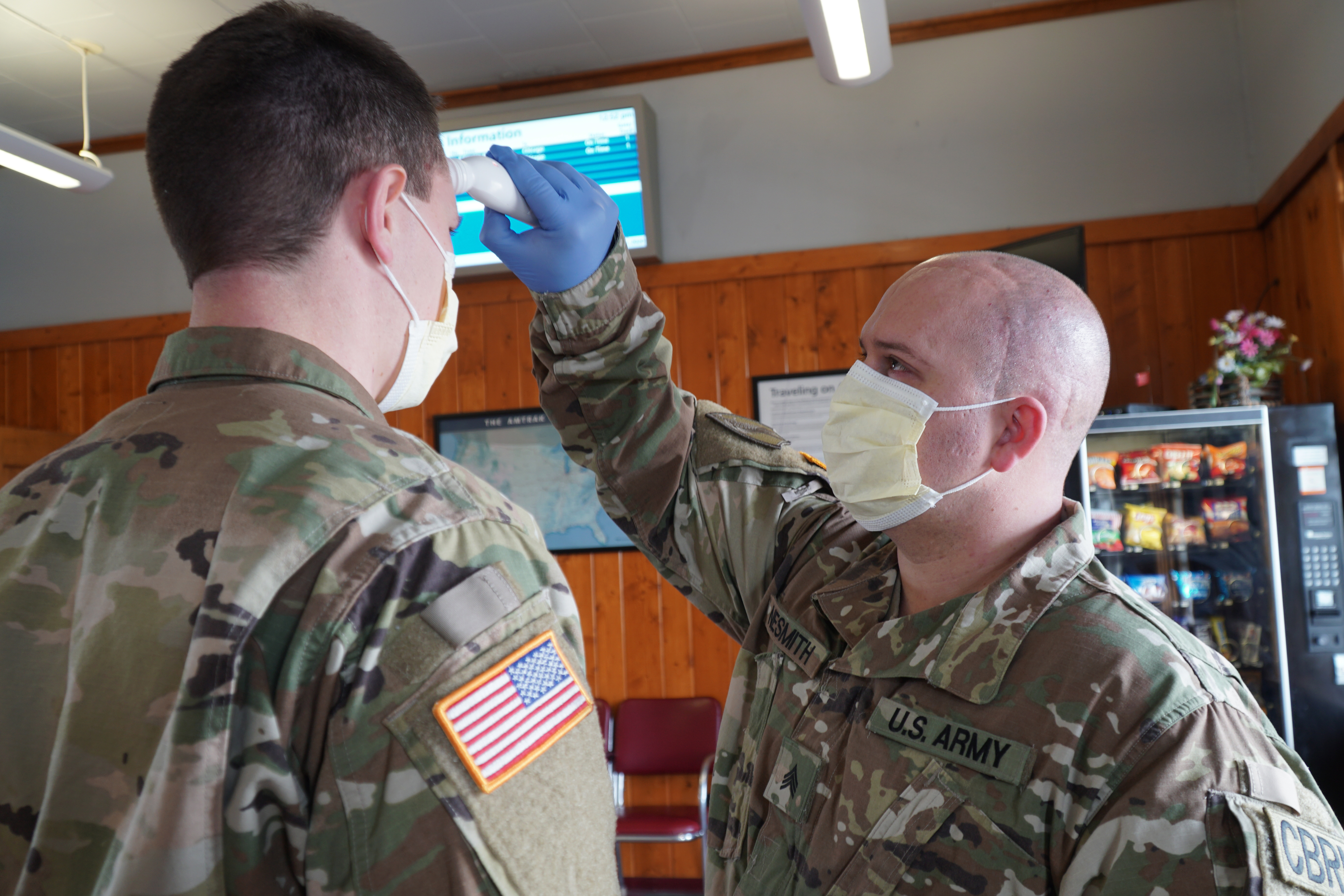
Miembros de la Guardia Nacional de los Estados Unidos revisándose entre sí para evitar contagios de la COVID-19.

El alcalde de Helena, Wilmot Collins, colocó a la ciudad bajo una emergencia por desastre local el 16 de marzo. La declaración de emergencia, que duró 10 días, activó las unidades de respuesta y recuperación de todos los planes de desastre de la ciudad. Esto también permitió la posibilidad de declarar un toque de queda o cuarentena, aunque los funcionarios de la ciudad dijeron que ninguno se había decidido en ese momento.
El gobernador Bullock anunció importantes cierres en establecimientos con capacidad para muchas personas, incluidos restaurantes, negocios de bebidas alcohólicas, bares de cigarros, gimnasios y clubes de salud, cines, clubes nocturnos, boleras y casinos el 20 de marzo. Los restaurantes están autorizados, bajo la orden, a use los servicios de entrega, paseo o en coche o en coche. También se permitió la entrega de bebidas alcohólicas. Las limitaciones comenzaron ese mismo día a las 8:00 p. m. y expiraría a las 11:59 p. m. el 27 de marzo.
El gobernador Bullock firmó un par de órdenes ejecutivas el 26 de marzo que imponen una orden de permanencia en el hogar para todos los residentes de Montana a partir de la medianoche del 28 de marzo y hasta el 10 de abril. La orden ejecutiva también obligó a todos los negocios no esenciales a cerrar por completo.
El 31 de marzo, el gobernador Bullock anunció que la Ley de la Autoridad de Financiación de Instalaciones de Montana proporcionaría financiación para "instalaciones de atención médica, médicas y afines".
El 3 de abril, el gobernador Bullock anunció que los beneficios del Programa de Asistencia Nutricional Suplementaria ya no requerirían entrevistas. Los beneficios serían "renovados automáticamente por otro año mientras dure el estado de emergencia". El suministro de productos proporcionados a través de bancos de alimentos, por socios tribales y centros de personas mayores se duplicaría.

### Reapertura
El 17 de abril de 2020, el gobernador anunció que está trabajando con un nuevo grupo de trabajo COVID-19 en una "reapertura gradual" de Montana. El estado debe cumplir tres puntos de referencia para comenzar la reapertura: 
- Una reducción sostenida en nuevos casos de COVID-19 durante 14 días.[19]
- Los hospitales deben poder tratar con seguridad a todos los pacientes.[19]
- Montana debe tener la capacidad de evaluar a todas las personas con síntomas de COVID-19.[19]